# Edwardsia norvegica
Edwardsia norvegica är en havsanemonart som beskrevs av Oscar Henrik Carlgren 1942. Edwardsia norvegica ingår i släktet Edwardsia och familjen Edwardsiidae. Inga underarter finns listade i Catalogue of Life.